# 马克·安斯蒂
马克·安斯蒂（英語：Mark Anstey，？—），英国男子草地滚球运动员。他曾代表威尔士参加1998年英联邦运动会草地滚球比赛，获得男子四人铜牌。